# Harperalpheus
Harperalpheus is een geslacht van kreeftachtigen uit de klasse van de Malacostraca (hogere kreeftachtigen).

## Soort
- Harperalpheus pequegnatae Felder & Anker, 2007